# Diaphanosoma sarsi
Diaphanosoma sarsi är en kräftdjursart som beskrevs av Richar 1894. Diaphanosoma sarsi ingår i släktet Diaphanosoma och familjen Sididae. Inga underarter finns listade i Catalogue of Life.